# نصرت‌الله منتصر
نصرت‌الله منتصر (زاده: شهریور ۱۲۷۸، درگذشت: مهر ۱۳۴۴ خورشیدی در تهران)، از دولتمردان و رجال سیاسی ایران در دوران معاصر بود. وی از اعضای شرکت نفت ایران و انگلیس محسوب می‌شد و در سال ۱۳۳۴، از فروردین تا آبان ماه و به مدت هفت ماه شهردار تهران بود.
مهمترین اقدام منتصر در منصب شهرداری تهران، حفر چاه عمیق قلهک به عمق ۱۲۰ متر بود. منتصر بعد از ۷ ماه به اتهام اختلاس و بی‌لیاقتی در حفاظت از اموال دولتی به دادگاه فراخوانده شد و از مقام شهرداری تهران برکنار گردید. پس از منتصر، موسی مهام شهردار تهران شد.
وی در مهرماه ۱۳۴۴، در تهران درگذشت و در گورستان ظهیرالدوله دفن شد.